# Districtul Charoen Sin
Charoen Sin (în thailandeză เจริญศิลป์) este un district (Amphoe) din provincia Sakon Nakhon, Thailanda, cu o populație de 42.375 de locuitori și o suprafață de 401,0 km².

## Componență
Districtul este subdivizat în 5 subdistricte (tambon), care sunt subdivizate în 52 de sate (muban).
| Nr. | Nume        | În thailandeză | Sate | Locuitori |  |
| --- | ----------- | -------------- | ---- | --------- |  |
| 1.  | Ban Lao     | บ้านเหล่า        | 13   | 11,571    |  |
| 2.  | Charoen Sin | เจริญศิลป์        | 11   | 10,682    |  |
| 3.  | Thung Kae   | ทุ่งแก           | 9    | 6,928     |  |
| 4.  | Khok Sila   | โคกศิลา         | 8    | 4,830     |  |
| 5.  | Nong Paen   | หนองแปน        | 11   | 8,364     |  |